# Du côté de chez Dave
Du côté de chez Dave était une émission de télévision française diffusée sur France 3 du 7 septembre 2014 au 15 mai 2016. Elle est présentée par Dave accompagné d'Amanda Scott.
L'émission a remplacé Les Chansons d'abord présentée par Natasha St Pier, qui elle-même succédait depuis septembre 2013 à Daniela Lumbroso et son émission Chabada.